# Уолтхол (окръг, Мисисипи)
Окръг Уолтхол (на английски: Walthall County) е окръг в щата Мисисипи, Съединени американски щати. Площта му е 1046 km², а населението - 49 644 души (2000). Административен център е град Тайлъртаун.